# Těšetice (Olomouc)
Těšetice è un comune della Repubblica Ceca facente parte del distretto di Olomouc, nella regione di Olomouc.